# Actiosaurus
Actiosaurus (nombre que significa "lagarto de la costa") es un género extinto de reptil descrito originalmente por Henri Sauvage en 1883. Poco se sabe de éste, y es considerado como un nomen dubium. Originalmente descrito como un dinosaurio en 1883 y fue reinterpretado como un ictiosaurio en 1908. Desde entonces, el nombre se ha mencionado poco en la literatura científica. Actiosaurus bien puede representar los restos de un coristodero. La especie tipo es A. gaudryi (comúnmente escrito de forma errónea como A. gaudrii, debido a Boulenger). Fischer et al. (en prensa) consideraron a A. gaudryi como una species inquirenda, y señalaron su similitud de sus huesos con los huesos de extremidades de los coristoderos.